# نحيسي
الملك نحيسي، هو ملك هكسوسي حكم في عصر الأسرة المصرية الرابعة عشر. في مصر القديمة في عصر الفترة الانتقالية الثانية.

## لقبه
حمل هذا الملك لقبا ذو دلالة خاصة هذا اللقب هو المحبوب من ست سيد اواريس مما يشير إلى تواجد بعض الاسيوين شرق الدلتا في اواخر عهد هذه الاسرة وقيل عن هذا الملك انه مرتبط بالاله ست وان له علاقة بالهكسوس حيث وجدوا شبه بين الاههم وبين ست.